# 莫戈謝什蒂鄉
47°02′00″N 27°31′00″E / 47.0333°N 27.5167°E
莫戈謝什蒂鄉（羅馬尼亞語：Comuna Mogoșești, Iași），是羅馬尼亞的鄉份，位於該國東北部，由雅西縣負責管轄，面積68平方公里，海拔高度168米，2007年人口5,323，人口密度每平方公里79人。